# Aceton peroxide
Acetone peroxide là một peroxide hữu cơ và là một chất dễ nổ hàng đầu. Nó là sản phẩm của quá trình oxy hóa của acetone để mang lại một hỗn hợp của monome tuyến tính và dimer theo chu kỳ, trimer, và các hình thức tetramer. Các trimer được biết đến với tên gọi triacetone triperoxide (TATP) hoặc tri-cyclic acetone peroxide (TCAP). Acetone peroxide có dạng bột tinh thể màu trắng có mùi thuốc tẩy giống như đặc biệt và có thể phát nổ nếu có nhiệt độ, ma sát, hoặc sốc. Là một chất nổ không có ni tơ, TATP lịch sử đã khó khăn hơn để phát hiện, và nó đã được liên quan đến như chất nổ được sử dụng trong các cuộc tấn công khủng bố ở châu Âu vào năm 2016 và trước đó.
Acetone peroxide đã được sử dụng trong vụ đánh bom giày vào năm 2001, vụ khủng bố London năm 2005. Hợp chất này cũng nằm trong quả bom phát nổ tại Đại học Oklahoma năm 2005 và Thành phố Texas năm 2006. Loại thuốc nổ này cũng được sử dụng vào tháng 11 năm 2015 trong các vụ tấn công khủng bố ở Paris, các vụ đánh bom Bruxelles 2016.
Acetone peroxide có công thức theo tỉ lệ (6 hydrogen peroxide + 10 acetone + 5 HCL hoặc H2SO4), Acetone peroxide cộng với dầu diesel sẽ ra được thuốc nổ APFO(thuốc nổ dẻo) theo tỉ lệ (85% Acetone peroxid + 15% diesel)

## Sử dụng trong thiết bị nổ tự chế
Triaceton Triperoxide (TATP) đã được sử dụng trong các vụ đánh bom và tấn công tự sát cũng như trong các thiết bị nổ tự chế. Một ví dụ là vụ đánh bom ở Luân đôn vào ngày 7 tháng 7 năm 2005, nơi bốn kẻ đánh bom liều chết đã làm 52 người thiệt mạng và hơn 700 người bị thương. Đây cũng là một trong những chất nổ được sử dụng bởi "kẻ đánh bom giày" Richard Reid trong âm mưu đánh bom giày thất bại vào năm 2001 và được những kẻ đánh bom tự sát sử dụng trong các vụ tấn công Paris tháng 11 năm 2015, vụ đánh bom Bruxelles năm 2016, vụ đánh bom tại Manchester Arena, vụ tấn công Brussels tháng 6 năm 2017, vụ đánh bom Parsons Green, vụ đánh bom Surabaya, và vụ đánh bom lễ phục sinh Sri Lanka năm 2019. Cảnh sát Hồng Kông tuyên bố đã tìm thấy 2 kg TATP trong vũ khí và tài liệu biểu tình vào tháng 7 năm 2019, khi các cuộc biểu tình rầm rộ diễn ra nhằm phản đối dự luật cho phép dẫn độ sang Trung Quốc đại lục.
Áp suất quá mức của sóng xung kích TATP là 70% so với TNT, xung pha dương là 55% tương đương với TNT. TATP ở mức 0,4 g/cm3 có độ cháy bằng khoảng 1/3 độ nổ của TNT (1.2 g/cm3) được đo bằng phép thử Hess.
TATP được những kẻ khủng bố ưa chuộng vì chúng được chế biến dễ dàng từ những nguyên liệu bán lẻ sẵn có, chẳng hạn như thuốc tẩy tóc và nước tẩy sơn móng tay. Nó cũng có thể tránh bị phát hiện vì nó là một trong số ít chất nổ mạnh không chứa nitơ và do đó có thể đi qua máy quét phát hiện chất nổ tiêu chuẩn mà cho đến nay vẫn được thiết kế để phát hiện chất nổ nitơ mà không bị phát hiện. Đến năm 2016, máy dò chất nổ đã được tùy chỉnh để có thể phát hiện TATP và các loại mới đã được phát triển.
Các biện pháp lập pháp nhằm hạn chế việc bán hydro peroxide với nồng độ 12% hoặc cao hơn đã được thực hiện ở Liên minh Châu Âu.
Một nhược điểm chính là TATP rất dễ bị kích nổ do sơ ý, gây thương tích và tử vong cho những kẻ chế tạo bom bất hợp pháp, khiến TATP bị coi là "Mẹ của quỷ Satan". TATP được tìm thấy trong vụ nổ vô tình xảy ra trước vụ tấn công khủng bố ở Barcelona và các vùng lân cận năm 2017.
Quá trình tổng hợp TATP quy mô lớn thường bị phát giác bởi mùi giống thuốc tẩy hoặc mùi trái cây nồng nặc. Mùi này thậm chí có thể thấm vào quần áo và tóc với số lượng rõ rệt; điều này đã được báo cáo trong vụ đánh bom Bruxelles năm 2016.